# Esmeraldas de Ferros
Esmeraldas de Ferros é um distrito do município brasileiro de Ferros, no interior do estado de Minas Gerais. Segundo o censo demográfico de 2022, realizado pelo Instituto Brasileiro de Geografia e Estatística (IBGE), sua população era de 878 habitantes e havia 342 domicílios particulares permanentes ocupados. Possui área de 134,48 km² conforme a Fundação João Pinheiro (FJP).
De acordo com o IBGE, em 2010 a população era de 930 habitantes e havia 321 domicílios particulares.
Foi criado pela lei estadual nº 2.764 de 30 de dezembro de 1962. Está situado a 42 quilômetros do distrito-sede e suas principais atividades econômicas são a pecuária, agricultura e extrativismo mineral (garimpo de esmeraldas).